# Tommy Ivo
Tommy Ivo (Denver, 18 aprile 1936) è un attore e pilota automobilistico statunitense, noto soprattutto per i suoi ruoli di attore bambino negli anni quaranta e cinquanta e quindi come campione di Drag Racing negli anni sessanta e settanta.

## Biografia
Nato nel 1936 in Colorado, Tommy Ivo iniziò giovanissimo la sua carriera nel mondo dello spettacolo a Denver, sua città natale, vincendo un radio talent show come ballerino e cantante di tip tap all'età di 3 anni ed esibendosi per la prima volta in teatro a sei anni. Il 6 agosto 1942 si presentò per la prima volta alla radio CBS di fronte al pubblico nazionale. La casa di produzione Republic Pictures mise gli occhi su di lui lanciandolo in alcuni film musicali con l'intenzione di farne una sorta di versione maschile di Shirley Temple.
Fu tuttavia la sua superba performance in un ruolo drammatico, nel 1946 a Los Angeles, nel dramma On Borrowed Time, con Boris Karloff e Beulah Bondi nel ruolo dei suoi nonni, a imporlo definitivamente all'attenzione del cinema di Hollywood. Come attore bambino lo si ricorda in particolare per le sue notevoli interpretazioni del cugino Arne in Mamma ti ricordo (1948), di Joey in Prejudice (1949), William Button in Gli avventurieri di Plymouth (1952) e David in L'oro maledetto (1952). In Bagliori sulla jungla (1950), in un curioso scambio di parti, Ivo ricreò con Johnny Sheffield (qui nei panni di "Bomba the Jungle Boy") lo stesso ruolo e lo stesso rapporto che Sheffield da bambino aveva avuto con Johnny Weissmuller nei film di Tarzan. Ivo apparve anche in numerosi western, inclusi sei film della serie Durango Kid tra il 1948 e il 1952.
Dal 1950 iniziò a lavorare anche per la televisione, che negli anni cinquanta e sessanta diventò la sua attività principale di ormai giovane attore. Partecipò come ospite occasionale a numerose serie televisive del periodo, da Le avventure di Gene Autry (1950), Wild Bill Hickock (1951-1955), The Adventures of Jim Bowie (1956), Papà ha ragione (1956), Le avventure di Rin Tin Tin (1957), Il carissimo Billy (1959-1960), Il cavaliere solitario (1955), Hopalong Cassidy (1952) e Le avventure di Jet Jackson (1954). Non ebbe ruoli ricorrenti stabili, se non come membro del cast principale di Margie nell'unica stagione della serie (1961-1962).
Pur continuando a recitare occasionalmente fino al 1967, gli interessi di Ivo furono totalmente assorbiti dalla sua passione per i Dragster. Dalla fine degli anni cinquanta vi si dedicò a livello professionistico come pilota di Top Fuel Dragsters e Nitro Funny Cars, investendo nella costruzione di nuovi prototipi tutti i suoi ricavi come attore. Nel 1972 e nel 1973 partecipò a ben 100 gare; un record eguagliato solo da "Jungle Jim" Liberman e Ed "The Ace" McCulloch. Gareggiò con 36 auto in 12 classi diverse, diventando il primo drag racer a percorrere un quarto di miglio in meno di sette secondi, prima di ritirarsi dalle competizioni nel 1982. 
Eletto International Drag Racer of the Year 1964 in Inghilterra da NHRA e British Hot Rod Association, Ivo venne inserito nella Motorsports Hall of Fame of America nel 2005 per la sua carriera di drag racing ed è classificato al numero 25 della National Hot Rod Association Top 50 Drivers. Ivo è celebrato non solo per i suoi risultati sportivi, ma per aver trasformato il Drag Racing, grazie alla sua esperienza nel mondo dello spettacolo, in un fenomeno mediatico di intrattenimento.

## Filmografia parziale

### Cinema
- Earl Carroll Vanities, regia di Joseph Santley (1945)
- Song of Arizona, regia di Frank McDonald (1946)
- Carnevale in Costarica (Carnival in Costa Rica), regia di Gregory Ratoff (1947)
- Stepchild, regia di James Flood (1947)
- Mamma ti ricordo (I Remember Mama), regia di George Stevens (1948)
- Song of Idaho, regia di Ray Nazarro (1948)
- Fighting Back, regia di Malcolm St. Clair (1948)
- La luna sorge (Moonrise), regia di Frank Borzage (1948)
- Secret Service Investigator, regia di R.G. Springsteen (1948)
- Smoky Mountain Melody, regia di Ray Nazarro (1948)
- Durango Kid series, sei film della serie:

1. Trail to Laredo, regia di Ray Nazarro (1948)
2. Laramie, regia di Ray Nazarro (1949)
3. Horsemen of the Sierras , regia di Fred F. Sears(1949)
4. Trail of the Rustlers, regia di Ray Nazarro (1950)
5. Snake River Desperados, regia di Fred F. Sears (1951)
6. The Rough, Tough West, regia di Ray Nazarro (1952)

- Prejudice, regia di Edward L. Cahn (1949)
- Feudin' Rhythm, regia di Edward Bernds (1949)
- Outcasts of the Trail, regia di Philip Ford (1949)
- Passo falso (Take One False Step), regia di Chester Erskine (1949) -- non accreditato
- Bagliori sulla jungla (The Lost Volcano), regia di Ford Beebe (1950)
- Operation Haylift, regia di William Berke (1950)
- I quattro cavalieri dell'Oklahoma (Al Jennings of Oklahoma), regia di Ray Nazarro (1951)
- Hills of Utah, regia di John English (1951)
- Il ratto delle zitelle (The Lemon Drop Kid), regia di Sidney Lanfield (1951)
- Whirlwind, regia di John English (1951)
- Gli avventurieri di Plymouth (Plymouth Adventure), regia di Clarence Brown (1952)
- L'oro maledetto (The Treasure of Lost Canyon), regia di Ted Tetzlaff (1952)
- Dragstrip Girl, regia di Edward L. Cahn (1957)
- La spia in nero (The Cat Burglar), regia di William Witney (1961)

### Televisione
- Le avventure di Gene Autry (The Gene Autry Show) – serie TV, un episodio (1950)
- The Living Christ Series – miniserie TV, un episodio (1951)
- Wild Bill Hickok (Adventures of Wild Bill Hickok) – serie TV, 3 episodi (1951-1955)
- Le avventure di Rex Rider (The Range Rider) – serie TV,  un episodio (1951)
- Hopalong Cassidy – serie TV,  un episodio (1952)
- Schlitz Playhouse – serie TV,  un episodio (1954)
- Le avventure di Jet Jackson (Captain Midnight) – serie TV, episodio 1x01 (1954)
- Climax! – serie TV, episodio 1x07 (1954)
- Adventures of the Falcon – serie TV, un episodio (1955)
- Cavalcade of America – serie TV, un episodio (1955)
- Il cavaliere solitario (The Lone Ranger) – serie TV, un episodio (1955)
- The 20th Century-Fox Hour – serie TV, episodio 1x11 (1956)
- Front Row Center – serie TV,  un episodio (1956)
- Papà ha ragione (Father Knows Best) – serie TV, un episodio (1956)
- Telephone Time – serie TV, un episodio (1956)
- Ethel Barrymore Theater – serie TV, un episodio (1956)
- The Adventures of Dr. Fu Manchu – serie TV, un episodio (1956)
- The Adventures of Jim Bowie – serie TV, 2 episodi (1956)
- Le avventure di Rin Tin Tin (The Adventures of Rin Tin Tin) – serie TV, un episodio (1957)
- Men of Annapolis – serie TV, 3 episodi (1957)
- Navy Log – serie TV, un episodio (1957)
- Mike Hammer – serie TV, un episodio (1958)
- 26 Men – serie TV, episodio 1x26 (1958)
- Make Room for Daddy (The Danny Thomas Show) – serie TV, 2 episodi (1958)
- Rescue 8 – serie TV, episodio 1x21 (1959)
- Sugarfoot – serie TV, un episodio (1959)
- Il carissimo Billy (Leave It to Beaver) – serie TV, 2 episodi (1959-1960)
- The Donna Reed Show – serie TV, 4 episodi (1959-1961)
- June Allyson Show (The DuPont Show with June Allyson) – serie TV, episodio 1x17 (1960)
- The Many Loves of Dobie Gillis – serie TV, un episodio (1960)
- Joyful Hour – film TV (1960)
- Lock Up – serie TV, episodio 2x25 (1961)
- The Tall Man – serie TV, un episodio (1961)
- Tales of Wells Fargo – serie TV, un episodio (1961)
- Margie – serie TV, 24 episodi (1961-1962)
- Lassie – serie TV, un episodio (1962)
- The Joey Bishop Show – serie TV, un episodio (1963)
- Petticoat Junction – serie TV, un episodio (1963)
- Io e i miei tre figli (My Three Sons) – serie TV, un episodio (1964)
- The Tycoon – serie TV, un episodio (1965)
- Per favore non mangiate le margherite (Please Don't Eat the Daisies) – serie TV, un episodio (1967)

## Premi e riconoscimenti
- Young Hollywood Hall of Fame (1940's)
- Motorsports Hall of Fame of America (2005)